# Белоус, Андрей Фёдорович
Андрей Фёдорович Белоус (укр. Андрій Федорович Білоус; род. 28 апреля 1976, Васильков) — украинский театральный режиссёр, театральный педагог, актёр, руководитель образовательного теоретически-практического проекта "Мастерская Молодого". Лауреат Государственной премии Украины имени Александра Довженко (2004), Заслуженный деятель искусств Украины (2014). С 2012 года — художественный руководитель Киевского академического Молодого театра.

## Биография
- 1976 — Родился в городе Василькове Киевской области
- 2003 — Режиссёр Киевского театра драмы и комедии на левом берегу Днепра
- 2005 — Преподаватель режиссуры и мастерства актёра в Киевском национальном университете театра, кино и телевидения имени И. К. Карпенко-Карого
- 2009 — Художественный руководитель и продюсер театра «Театральная мастерская Андрея Белоуса» (А.Бетка)
- 2012 — Художественный руководитель Киевского академического Молодого театра
- 2025 — Полицией открыто криминальное производство против Белоусова по обвинению в сексуальных домагательствах[3]

## Образование
- Киевский национальный университет театра, кино и телевидения имени И. К. Карпенко-Карого.
  - 1994—1998 — Актёр драматического театра и кино, мастерская Ю. С. Ткаченко
  - 1999—2004 — Режиссёр драматического театра, мастерская В. Н. Судьина
  - 2005—2008 — Аспирантура кафедры режиссуры и мастерства актёра

## Режиссёр

### Киевский национальный университет театра, кино и телевидения имени И. К. Карпенко-Карого
- 2002 — «Украденное счастье» по пьесе И. Франко (в 2016 году спектакль восстановлен в Молодом театре)
- 2005 — «Бесталанная» по пьесе , И. Карпенко-Карого
- 2009 — «Валентин и Валентина» по пьесе М. Рощина
- 2011 — «Горе от ума» по пьесе А. Грибоедова

### Севастопольский академический русский драматический театр им. А. В. Луначарского
- 2003 — «Муж, две жены и убийца за дверью» по пьесе «Дверь в смежную комнату» А. Эйкбурна

### Киевский театр драмы и комедии на левом берегу Днепра[4]
- 2003 — «Веселитесь, все хорошо!?» по пьесе «Аделаида» Е. Унгарда
- 2005 — «Сирано де Бержерак» по пьесе Э. Ростана
- 2007 — «Опасные связи» по роману Ш. Лакло
- 2008 — «Лолита» по роману В. Набокова[5]
- 2008 — «Ричард III» по пьесе У. Шекспира
- 2011 — «Высшее благо на свете» по пьесе «Месяц в деревне» И. Тургенева
- 2013 — «Чего хотят женщины?» по пьесам Аристофана «Женщины в народном собрании», «Лисистрата»

### Киевская академическая мастерская театрального искусства «Созвездие»
- 2004 — «Украденное счастье» по пьесе И. Франко
- 2004 — «Женщина в песках» по роману Кобо Абэ

### Ателье 16
- 2004 — «Риверсайд Драйв» по пьесе Вуди Аллена
- 2006 — «Навь» по пьесе «Когда возвращается дождь» Н. Нежданой

### Киевский академический театр юного зрителя на Липках
- 2005 — «Изобретательная влюбленная» по пьесе Лопе де Вега

### Николаевский академический украинский театр драмы и музыкальной комедии
- 2008 — «Украденное счастье» по пьесе И. Франко
- 2006 — «Волшебница» по пьесе «Безталанна» И. Карпенко-Карого

### Новый драматический театр на Печерске, совместно с Театральной мастерской Андрея Белоуса
- 2010 — «Счастье» по повести «Река Потудань» А. Платонова

### Киевский академический Молодой театр
- 2008 — «Сволочь» по пьесе «Ночь Гельвера» И. Вилквиста
- 2013 — «Загадочные вариации» по пьесе Э. Шмитта
- 2014 — «Коварство и любовь» по пьесе Ф. Шиллера
- 2014 — «Жара» по повестям И. Бунина «Натали» и «Митина любовь»[6]
- 2015 — «Зачарованный» по пьесе И. Карпенко-Карого «Безталанна»
- 2015 — «Однорукий» по пьесе М. Макдонаха «Однорукий из Спокана»
- 2016 — «Горе от ума» по комедии А. Грибоедова[7]
- 2017 — «Гагарин и Барселона» по рассказам Ю. Винничука, Г. Горового, Л. Дереша, С. Жадана, Е. Кононенко (проект «ПРО-ЗА-Театр», спектакль режиссерского курса университета под руководством А. Белоуса)
- 2017 — «Город Солнца», по мотивам пьесы Г. Ибсена
- 2018 — «Куда пойти?», по мотивам рассказов А. Чехова
- 2018 – «100 лет Молодой!» А. Белоуса
- 2018 – «Homo Ferus или сука-любовь!» по мотивам пьес «Сто тисяч» и «Наймичка» И. Карпенко-Карого
- 2019 – «Добро пожаловать в ад» по пьесе «Мамочки» В. Зуева
- 2019 – «Сон летней ночи» В. Шекспира
- 2020 – «Шинель», Н. Гоголь
- 2023 – «Жгучая тайна », С. Цвейг
- 2023 - "Кролик Гарви" Мэри Чейз

## Фестивали
- «Славянские встречи» г. Гомель, ( «Веселитесь! Все в порядке !?»). (2004)
- «Тернопольские театральные вечера» г. Тернополь, ( «Женщина в песках»). (2005)
- «Этно-диа-сфера» г. Мукачево, ( «Сирано де Бержерак»). (2006)
- «М.Арт Контакт» г. Могилев, ( «Сирано де Бержерак»). (2007)
- «Мельпомена Таврии» г. Херсон, ( «Волшебница»). (2007)
- «Мельпомена Таврии» г. Херсон, ( «Украденное счастье»). (2008)
- «М.Арт Контакт» г. Могилев, ( «Сволочи»). (2009)
- «Гогольфест» г. Киев, ( «Сволочи»). (2009)
- «Международный Платоновский фестиваль» г. Воронеж, ( «Счастье»). (2012)
- Международный кинофорум "Золотой Витязь", г. Москва, ( «Загадочные вариации»). (2013)
- 45-й Всеукраинский праздник «СЕНТЯБРЬСКИЕ САМОЦВЕТЫ-2015», г. Кропивницький ( «Очарованный»). (2015)
- ХХIV Международный фестиваль «Славянские встречи», г. Чернигов (« Очарованный »). (2016)
- Фестиваль сценических искусств во Франковске «Время театра», ( «Загадочные вариации»). (2016)
- Всеукраинский театральный фестиваль "ЧЕХОВФЕСТ", г. Суммы  ( «Загадочные вариации»). (Номинация-Лучший монолог «Миг откровения»)(2016)
- Х театральный фестиваль «Классика сегодня», г. Днепр, ( «Жара»). (Лауреат в номинации «За безупречный актерский ансамбль») (2016)
- XIII Международный театральный фестиваль «Мельпомена Таврии» м. Херсон, ( «Однорукий»), Номинации: «Лучший спектакль», «Лучшая режиссура», «Лучшая мужская роль» (С. Боклан) (2016)
- XII Международный театральный фестиваль женского творчества имени Марии Заньковецкой., Г. Нежин, ( «Однорукий») (2016)
- XIII Международный театральный фестиваль женского творчества имени Марии Заньковецкой., Г. Нежин, ( «Украденное счастье») (2016)

## Фильмография
- 1995 — Пейзаж души после исповеди — Григорий Сковорода
- 2001 — День рождения Буржуя-2 — эпизод
- 2001 — Леди Бомж — аптечный работник
- 2003 — Мамай — Мамай
- 2004 — Украденное счастье[укр.] — эпизод
- 2009 — Возвращение Мухтара-6 (7-я серия «Альпинисты») — брат психопата
- 2013 — Женский доктор-2 (57-я серия «Понять, простить») — Дмитрий Никитин, муж Маши
- 2013 — Поводырь — генерал
- 2014 — Алмазный крест — Ротенберг
- 2015 — Клан ювелиров (сериал) — Кирилл
- 2016 — Спросите у осени (сериал) — Олег, продюсер

## Признание и награды
- 2003
  - Лауреат премии «Киевская пектораль» в категории «Лучший режиссёрский дебют» (спектакль «Веселитесь, все хорошо!?»)
  - Лауреат премии «Киевская пектораль» в категории «Лучший спектакль камерной (малой) сцены» (спектакль «Женщина в песках»)
- 2004
  - Лауреат конкурса молодых художников «Старт» («Веселитесь! Все хорошо!?»)
  - Лауреат «Биеналле актуальных искусств» («Украденное счастье»)
  - 18 августа — Лауреат Государственной премии Украины имени Александра Довженко за выдающийся творческий вклад в создание полнометражного художественного фильма «Мамай» совместно с режиссёром Олесем Саниным, оператором Сергеем Михальчуком, композитором Аллой Загайкевич, актрисой Викторией Спесивцевой[1]
- 2010
  - Лауреат премии «Киевская пектораль» в категории «Лучший спектакль камерной (малой) сцены» (спектакль «Счастье»)
  - Номинант премии «Киевская пектораль» в категории «Лучшая режиссёрская работа» (спектакль «Счастье»)
- 2013 — Лауреат премии им. Сергея Данченко
- 2014
  - Заслуженный деятель искусств Украины[2]
  - По мнению украинских театральных журналистов (еженедельник «Зеркало недели»), вошёл в ТОП-10 самых влиятельных украинских театральных режиссёров[8]
- 2019  — Лауреат премии им. Николая Садовского
- 2020  — Орден «За заслуги» ІІІ степени[9]